# Dědictví aneb Kurvahošigutntag
Dědictví aneb Kurvahošigutntag je československá filmová komedie z roku 1992 režisérky Věry Chytilové s Bolkem Polívkou v hlavní roli. Je to jeden z divácky nejúspěšnějších českých filmů 90. let a nejpopulárnější Chytilové film vůbec, ačkoliv kritikou hodnocený kontroverzně. Zpětně je ale považován za jedinečné komicko-satirické zachycení porevoluční doby překotných společenských změn.

## Děj
Hlavní hrdina, mladý lesní dělník z moravské vesnice Bohumil Stejskal zvaný Bohuš (Bolek Polívka), alkoholik a flákač žijící v polorozpadlé chalupě se starou tetou (Anna Pantůčková), podědí po svém kdesi zemřelém otci velký majetek, čímž se z něj přes noc stane milionář. Právník dr. Ulrich (Miroslav Donutil), který Bohušovi radostnou novinu zvěstuje, s ním pak začne objíždět jeho nové statky, mezi něž patří několik lukrativních budov v centru Brna nebo cihelna. Z konfrontace Bohušovy buranské přímosti a neotesanosti (a také permanentní opilosti) se strojeným světem obleků a velkých peněz pak vzniká řada (tragi)komických situací.
Bohumil ale nezačne svých nových možností využívat příliš rozumně, spíše hýří a bez rozmyslu rozhazuje – místo spravení své chalupy si nechá na zahradě postavit bazén. Snaží se přitom ale být i štědrý, pozve své kumpány na oběd do luxusní restaurace nebo do nočního klubu – tam ho ale doprovodí jen děda Košťál (Jozef Kroner), protože novopečený milionář se s ostatními mezitím stihne pohádat. Z klubu si pak Bohuš na svou chalupu přiveze „společnici“ Irenku (Šárka Vojtková), k malé radosti tety i jeho dosavadní přítelkyně, výčepní Vlasty (Dagmar Veškrnová). Aby se ve vesnici zavděčil, koupí dětem kolotoč, pořád ale ve své pýše nemůže pochopit, že za peníze si přízeň okolí nekoupí. Prchavý okamžik prozření nastane jen když Bohuš pláče nad smrtí své kozy Lízinky.
Ke zlomu dojde, když dr. Ulrich zjistí, že Bohumil nebyl vlastním synem svého majetného otce a dědictví mu tedy vůbec nepatří. Přijede mu to oznámit uprostřed noci v momentě, kdy se Bohuš a jeho kumpáni, všichni namol opilí, vozí na kolotoči. Bohuš na nastalou situaci reaguje bezmocnou apatií, zatímco jeho Irenka si ihned sbalí kufry a zmizí. Když pak sám v noci sedí a pije u bazénu, zjeví se mu „anděl“ (Jiří Pecha), který mu promlouvá do duše – Bohumil vypadá, že něco pochopil.
Ve finální scéně Bohuš sedí jako dřív s ostatními v hospodě a vysvětluje kamarádu Arnoštovi (Arnošt Goldflam), jemuž slíbil zaplatit plastiku nosu (která právě proběhla), že peníze už nemá a Arnošt bude asi muset na umoření dluhu prodat svůj „hadraplán“. V tu chvíli do výčepu vstoupí muž (anděl ze scény u bazénu), představí se jako doktor Strážný a oznámí Bohumilovi, že jeho pravý otec zemřel v Argentině a odkázal mu dědictví v hodnotě 10 milionů dolarů. Bohuš se zhluboka napije a zareaguje slovy „Tak. A teď si vás kúpím všecky.“

## Obsazení
| Boleslav Polívka  | Bohumil Stejskal             |
| Miroslav Donutil  | JUDr. Ulrich                 |
| Anna Pantůčková   | teta                         |
| Dagmar Veškrnová  | Vlasta                       |
| Jozef Kroner      | listonoš Košťál              |
| Šárka Vojtková    | Irenka                       |
| Pavel Zatloukal   | Lojza                        |
| Břetislav Rychlík | Francek                      |
| Pavel Brichta     | Jura                         |
| Ján Sedal         | hajný                        |
| Arnošt Goldflam   | Arnošt                       |
| Jiří Pecha        | anděl / dr. Strážný          |
| Leoš Suchařípa    | JUDr. Široký                 |
| Ivana Chýlková    | Ulrichová                    |
| Alena Ambrová     | Liduna                       |
| Martin Dohnal     | nádražák                     |
| Miloš Černoušek   | vrchní v předzahrádce Slavie |
| Jaromír Dulava    | vrchní v restauraci          |
| Igor Rusinko      | klavírista v restauraci      |
| Zdeněk Junák      | provozovatel nočního podniku |
| Karel Gott        | sám sebe                     |

## Zajímavosti
| „Od Dědictví tu nebyl pořádný moravský film.“            |
| režisér Jan Hřebejk (o svých rozpacích ze snímku Bobule) |

Film se natáčel v Brně, Dolních Kounicích (cihelna) a na Vyškovsku, přičemž jako Bohušova dědina posloužily Olšany. Anna Pantůčková, která hrála tetu, byla skutečnou obyvatelkou filmové chalupy a v době natáčení jí bylo 85 let. Bolek Polívka si v Olšanech později založil farmu. Ve filmu si kromě něj zahrála řada dalších herců brněnských divadel Husa na provázku (M. Donutil, J. Pecha, P. Zatloukal) nebo HaDivadla (A. Goldflam, B. Rychlík, M. Černoušek, J. Sedal).
Po revoluci se tak jednalo o první větší moravský filmový počin. Chytilovou se v tomto směru snažil předstihnout producent snímku Trhala fialky dynamitem, což se mu nakonec podařilo, ačkoli kvalitativně šlo spíše o neporovnatelné dílo.
Ve filmu bylo obsazeno též několik neherců, kromě zmíněné paní Pantůčkové např. Šárka Vojtková v roli prostitutky Irenky nebo olšanský občan Jaroslav Bednář (1918–2009) jako jeden ze štamgastů.
Cameo roli sebe sama si zahrál Karel Gott, kterého Bohumil potká na brněnské České ulici a přemlouvá ho, aby „sa šli ožrat“.
Do role JUDr. Ulricha byl původně zvažován Marián Labuda, který byl však zrovna vytížen.
Václav Klaus při premiéře údajně označil film za „společensky nebezpečný“.
Film se po 22 letech dočkal pokračování – Dědictví aneb Kurvaseneříká (podle Polívkova scénáře v režii Roberta Sedláčka), které však bylo většinou hodnoceno jako velmi nepodařené.